# Еккрінна порокарцінома
Еккрина порокарцінома — це рідкісний тип раку шкіри за участю потових залоз. Потові залози присутні в шкірі, з найбільшою щільністю на долонях, підошвах, обличчі і шкірі голови.
Еккрина порокарцінома, як правило, являє собою повільно зростаючу пухлину, яка часто спостерігається у людей старше 60 років і зустрічається в рівній мірі у чоловіків і жінок. Еккрина порокарцінома може рідко поширюватися на внутрішні органи організму.

### Що викликає еккрінну порокарціному
Причина виникнення невідома, однак поява цього виду раку не пов'язана з впливом сонця. Вплив спадковості на розвиток хвороби нині не доведено.

## Діагностика еккринної порокарціноми

### Симптоми
Зазвичай захворювання не викликає симптомів, однак можуть виникати:
- кровотеча;
- свербіж;
- болі в ураженій частині.

### Як виглядає еккринна порокарцінома
Зазвичай це рожевий. опуклий вузлик шкіри, який має вологу і блискучу поверхню. Найчастіше зустріяається на ногах, але може виникати на тілі, голові або шиї.

### Діагностика захворювання
Хвороба зустрічається дуже рідко, що ускладнює її діагностику. Зазвичай для постановки діагнозу проводять біопсію шкіри ураженої ділянки.

## Лікування еккринної порокарціноми
70-80 випадків еккрінної порокарціноми виліковуються повністю, якщо діагностику і видалення було проведено вчасно (на ранніх стадіях).

### Як лікувати еккрінну порокарціному
Зазвичай лікування полягає у хірургічному видаленні пухлини під місцевою анестезією. Деякі пацієнти можуть бути спрямовані на мікрографічну операцію Мооса (Mohs).
Приблизно у 20% випадків виникає метастазування пухлини, в такому випадку можуть використовуватись променева терапія і хіміотерапія.

### На що звертати увагу
Регулярно перевіряйте свою шкіру на предмет появи рожевого грудки з блискучою і вологою поверхнею, особливо на ногах. Зверніться до свого лікаря, якщо ви помітите зміни в патчі або ураженні, які у вас завжди були або були протягом тривалого часу. Приклади змін включають кровотеча, виразка або, якщо ураження шкіри швидко збільшується.